# Pál Kadosa
Pál Kadosa (ur. 6 września 1903 w Levicach, zm. 30 marca 1983 w Budapeszcie) – węgierski kompozytor i pianista. 

## Życiorys
W latach 1921–1927 studiował w Akademii Muzycznej w Budapeszcie u Zoltána Székelya (fortepian) i Zoltána Kodálya (kompozycja). Uczył gry na fortepianie w szkole muzycznej Fodora (1927–1943) i w szkole muzycznej im. Goldmarka (1943–1944). W 1945 roku został wykładowcą Akademii Muzycznej w Budapeszcie, gdzie od 1948 roku kierował katedrą fortepianu. Dwukrotnie otrzymał nagrodę im. Kossutha (1950, 1975) oraz nagrodę im. Erkela (1955, 1962). Odznaczony został przez rząd węgierskim tytułem honorowym zasłużonego artysty (érdemes művész) w 1953 roku i wybitnego artysty (kiváló művész) w 1963 roku. Był członkiem honorowym Royal Academy of Music w Londynie (1967) i członkiem korespondentem Akademie der Künste w Berlinie (1970).
Był propagatorem nowej muzyki, w 1928 roku założył grupę Modern Magyar Muzsikusok, przekształconą później w węgierską sekcję Międzynarodowego Towarzystwa Muzyki Współczesnej. W latach 1945–1949 pełnił funkcję przewodniczącego węgierskiej rady sztuki, od 1953 roku kierował stowarzyszeniem ochrony praw autorskich Artisjus. Zasłynął jako interpretator utworów fortepianowych Béli Bartóka. Był członkiem jury VII Międzynarodowego Konkursu Pianistycznego im. Fryderyka Chopina (1965).

## Twórczość
W latach 30. XX wieku należał do grupy awangardowych węgierskich kompozytorów, reprezentujących antyromantyczną postawę. Nawiązując do twórczości Béli Bartóka, Igora Strawinskiego i Paula Hindemitha wprowadzał w swoich kompozycjach ostre dysonanse i linearną polifonię, posługiwał się ostrymi konturami motywicznymi i zdynamizowanym tokiem rytmicznym. Z biegiem czasu złagodził swój język dźwiękowy, zaś pod wpływem doświadczeń II wojny światowej zwrócił się ku muzyce bardziej dramatycznej i ekspresyjnej. Na przełomie lat 40. i 50. podporządkował się narzuconym zasadom socrealizmu, tworząc muzykę bardziej przystępną w odbiorze i nawiązując do aktualnych tematów politycznych. W późniejszym okresie swojej twórczości zaczął nawiązywać do swoich wcześniejszych utworów i próbował wprowadzać pewne elementy dodekafonii, stopniowo sytuując się na marginesie węgierskiego życia muzycznego.

## Wybrane kompozycje
(na podstawie materiałów źródłowych)

### Utwory orkiestrowe
- 8 symfonii (I 1942, II „Capriccio” 1948, III 1955, IV na orkiestrę smyczkową, 1959, V Sinfonia breve 1961, VI 1966, VII 1967, VIII 1968)
- 2 divertimenta (I 1933, II 1934)
- Symfonia kameralna na 13 instrumentów (1929)
- 4 koncerty fortepianowe (I 1931, II „Concertino” 1938, III 1953 zrewid. 1955, IV 1966)
- 2 koncerty skrzypcowe (I 1932 zrewid. 1970, II 1941 zrewid. 1956)
- Koncert na kwartet smyczkowy i orkiestrę (1936)
- Concertino na altówkę i orkiestrę (1937)
- Partita (1944)
- Gyászóda (1945)
- Sinfonietta (1975)

### Utwory kameralne
- 3 kwartety smyczkowe (I 1935, II 1936, III 1957)
- 2 tria smyczkowe (I 1930, II 1955)
- Kwintet dęty (1954)
- Trio fortepianowe (1956)
- Serenada na 10 instrumentów (1967)
- Sonatina na skrzypce solo (1923 zrewid. 1960)
- Sonatina na wiolonczelę i fortepian (1924)
- Sonatina na wiolonczelę solo (1924 zrewid. 1961)
- 2 sonaty na skrzypce i fortepian (I 1925 zrewid. 1970, II 1963)
- Suita na skrzypce i fortepian (1926 zrewid. 1970)
- 4 duety na 2 skrzypiec (1930)
- Mała suita na 2 skrzypiec (1931)
- Suita na skrzypce solo (1931)
- Partita na skrzypce i fortepian (1931)
- Węgierskie melodie ludowe na skrzypce i fortepian (1931)
- 5 małych etiud rytmicznych na skrzypce i fortepian (1931)
- Improwizacja na wiolonczelę i fortepian (1957)
- Sonatina na flet i fortepian (1961)
- Sonatina na skrzypce i fortepian (1962)

### Utwory fortepianowe
- 4 sonaty (I 1926 zrewid. 1970, II 1927, III 1930, IV 1960)
- 3 suity (I 1921, II 1921–1923, III 1923 zrewid. 1970)
- 7 bagatel (1923)
- 3 etiudy (1923)
- Epigramy (1924)
- Sonatina (1927)
- Al fresco (1927)
- 3 łatwe sonatiny (1930)
- 5 szkiców (1931)
- Suita ludowa (1933)
- 6 pieśni ludowych (1935)
- 10 łatwych utworów (1935)
- Sonatina na tematy ludowe (1935)
- Mała suita (1935)
- 5 etiud (1935)
- Rapsodia (1937)
- 6 małych preludiów (1944)
- 12 drobnych utworów (1944)
- Epistulae ex Ponto (1948)
- 10 bagatel (1957)
- 4 caprichos (1961)
- Kalejdoskop (1961)
- Pillanatképek (1971)
- Mezei csokor na fortepian na 4 ręce (1950)
- Sonata na 2 fortepiany (1947)

### Utwory wokalne i wokalno-instrumentalne
- Pieśni na głos i orkiestrę, sł. Ernő Szép (1926)
- Népdal kantáta na głos, klarnet, skrzypce i wiolonczelę (1939)
- kantata De amore fatali, sł. Attila József (1940)
- 7 pieśni na głos i fortepian, sł. Sándor Petőfi (1951)
- 7 pieśni na głos i fortepian, sł. Attila József (1964)
- 6 pieśni na chór a cappella, sł. János Arany (1969)
- 4 pieśni na głos i fortepian, sł. Nelly Sachs (1970)

### Opera
- A huszti kaland, libretto Bence Szabolcsi (1950, wyst. Budapeszt 1951)